# Benjamin Bocio
Selin Benjamin Bocio Richardson (Santo Domingo, 27 de abril de 1996), más conocido como Benjamin Bocio, es un emprendedor, dentista y modelo.
Benjamin es conocido como la principal representación global en el activismo por la salud.

## Biografía
Benjamin Bocio nació en el Distrito Nacional, República Dominicana, el 27 de abril de 1996, su padre es Selin Bocio y su madre Ana Richardson. Benjamin es nieto de Rafael Benjamin Richardson Lightbourne. 
Terminó la escuela secundaria con un técnico superior en hostelería y se graduó de doctor en odontología de la Universidad Iberoamericana (UNIBE) de Santo Domingo y de la Universidad de Boston. 

## Carrera

#### Trabajo humanitario y activismo
Cuando tenía 14 años, el terremoto de Haití de 2010 causó una escasez de recursos sanitarios en la zona de la frontera entre Haití y la República Dominicana. Después del terremoto, Benjamin decidió fundar con su padre FUMEBO "Fundación Medica Bocio" una organización sin fines de lucro dedicada a proveer recursos de salud (asistencia médica y dental) a comunidades de escasos recursos en la República Dominicana; especialmente en  la región sur de la República Dominicana, la cual es la región con menor desarrollo económico.
Benjamin representó a la República Dominicana en Londres, Reino Unido en la cumbre Un Mundo Joven. Benjamin citó al final de su discurso:

La innovación no siempre se basa en la tecnología. A veces se trata de cambiar el sistema a través de la generosidad humana.

### COVID-19
Durante los momentos más críticos de la pandemia de COVID-19, creó la iniciativa 'Cajas Vitales', que consistió en la distribución de kits con productos esenciales en comunidades de escasos recursos, con el fin de mitigar la propagación del virus y brindar apoyo a las personas más vulnerables. 

## Reconocimientos
- 2019

Dr. Bocio fue galardonado por la vicepresidencia dominicana con el Premio Nacional Voluntario Solidario.
- 2021

Dr. Benjamin Bocio es el primer dominicano en recibir el Diana Award.
- 2022

Benjamin recibió el Premio Nacional de la Juventud otorgado por la Presidencia de la República Dominicana y el Ministerio de la juventud.